# Phenacoccus subdeserticus
Phenacoccus subdeserticus är en insektsart som beskrevs av Albert Vayssière 1932. Phenacoccus subdeserticus ingår i släktet Phenacoccus och familjen ullsköldlöss.
Artens utbredningsområde är Algeriet. Inga underarter finns listade i Catalogue of Life.